# Chiesa di San Filippo Neri (Albuquerque)
La chiesa di San Filippo (in spagnolo: Iglesia de San Felipe de Neri) è un edificio di culto cattolico situato sul lato nord di Old Town Plaza ad Albuquerque nel Nuovo Messico.

## Storia
Costruito nel 1793 è uno dei più antichi edifici della città e l'unico edificio nel centro storico risalente al periodo di dominazione coloniale spagnolo. La chiesa è elencata nel registro dei beni culturali dello Stato del Nuovo Messico, nel registro nazionale dei luoghi storici ed è rimasta in uso continuativo per oltre 200 anni.
L'edificio odierno sostituì una precedente chiesa, risalente alla fondazione di Albuquerque nel 1706, che crollò nell'inverno del 1792–1793. Dalla sua fondazione fino al 1817, la chiesa fu gestita da missionari francescani. Durante l'epoca vittoriana sotto l'influenza del vescovo Jean-Baptiste Lamy, la chiesa fu restaurata con elementi architettonici neogotici, tra cui un campanili, un nuovo tetto e decorazioni interne, per darle un aspetto più europeo. Questa combinazione di elementi di epoche e tradizioni diverse caratterizza la chiesa sia dal punto di vista architettonico che storico.